# Fonteavignone
Fonteavignone (o Fontavignone) è una frazione del comune di Rocca di Mezzo (AQ), sita a 1217 m s.l.m. nel parco naturale regionale Sirente-Velino.

## Geografia fisica
Posta a ridosso dell'altopiano delle Rocche; dista 7 km dal capoluogo del comune di cui è parte. Nel corso degli anni il paese ha perso molti dei suoi abitanti richiamati dalle città ed attualmente conta poche decine di residenti.

## Storia
Diversi ritrovamenti archeologici suggeriscono che la località fosse abitata fin dal III secolo. Nell'ultimo secolo il borgo ha conosciuto un notevole spopolamento e una conversione della vocazione economica da agricola a turistica.